# Elizabeth Siddal
Elizabeth Eleanor Siddall Rossetti (Londres, 25 de julio de 1829-ibidem, 11 de febrero de 1862), conocida también como Lizzie Siddall, fue una poeta, artista y modelo británica, retratada a menudo por los artistas de la Hermandad Prerrafaelita y especialmente por su esposo, el pintor Dante Gabriel Rossetti.

## Primeros años de vida
Llamada Elizabeth Eleanor Siddall por su madre, Lizzie nació el 25 de julio de 1829 en el hogar de su familia, en 7 Charles Street, Hatton Garden. Sus padres fueron Charles Crooke Siddall, quien afirmaba que su familia descendía de la nobleza, y Eleanor Evans.
En los tiempos en que Elizabeth nació, no estaban sumidos en la pobreza debido a que su padre tenía su propio negocio. Alrededor de 1831, los Siddall se mudaron al municipio de Southwark, en el sur de Londres, una zona menos saludable que Hatton Garden. Allí, en Southwark, nacieron el resto de sus hermanos: Lydia (a la que Lizzie era particularmente cercana), María, Clara, James y Henry. Aunque no existe constancia de que haya asistido a la escuela, Lizzie era capaz de leer y escribir, suponiéndose que sus padres le enseñaron. Desarrolló un amor por la poesía a una temprana edad, luego de descubrir un poema de Alfred Tennyson en un trozo de papel de periódico que había sido utilizado para envolver una porción de mantequilla; este descubrimiento inspiró a Lizzie para comenzar a escribir.

## Vida como modelo de los prerrafaelistas
Siddal, cuyo nombre era originalmente escrito Siddall (fue Rossetti quien eliminó la segunda "l"), fue descubierta por Walter Howell Deverell en 1849 mientras trabajaba como modista de sombreros en una tienda de Cranbourne Alley, Londres. Ni ella ni su familia tenían aspiraciones o intereses artísticos. Fue empleada como modelo por Deverell y a través de él fue presentada a los prerrafaelitas. A sus veinte años, su alto y delgado cuerpo y cobrizo cabello la convirtieron en una de las primeras modelos "góticas" prerrafaelitas. William Michael Rossetti, su cuñado, la describió como "una de las criaturas más bellas, con un aire entre dignidad y dulzura con algo que excedía la modestia y la autoestima y poseía una desdeñosa reserva; alta, finamente formada con un cuello suave y regular, con algunas características poco comunes, ojos verde-azulados y poco brillantes, grandes y perfectos párpados, una tez brillante y un espléndido, grueso y abundante cabello oro-cobrizo."
El inicio del Lizzie en el mundo del modelaje fue un comienzo extremadamente placentero en lo que podría haber sido un mundo sórdido. En el principio de su carrera como modelo, se le permitía seguir trabajando en la sombrerería de la señora Tozer's a medio tiempo, asegurándose así un salario regular incluso si el modelaje no funcionaba. Esta era una oportunidad inusual para una mujer de su tiempo. 
Mientras posaba para el cuadro Ophelia de John Everett Millais (1852), Siddal flotaba vestida en una bañera llena de agua para representar el ahogamiento de Ofelia. Millais la pintó diariamente durante el invierno. Ponía velas debajo de la bañera para entibiar el agua. En una ocasión, las velas se apagaron y el agua se volvió lentamente helada. Millais estaba tan concentrado en su pintura que no lo notó y Siddal no se quejó. Después de esa sesión ella enfermó gravemente de neumonía, o tal vez de un resfriado. Su padre creía que Millais era responsable y lo forzó a pagar una indemnización para pagar al doctor. Se pensó que sufría de tuberculosis, pero algunos historiadores actualmente creen que es más probable que haya sido un malestar intestinal. Otros han sugerido que ella podría ser anoréxica, mientras otros atribuyen su pobre salud a una adicción al láudano o una combinación de ambos. 
Elizabeth Siddal fue la principal musa de Dante Gabriel Rossetti en la mayor parte de su juventud. Después de conocerla, él la pintó constantemente, excluyendo así a casi todas las otras modelos y evitando que ella posara para los otros prerrafaelistas. Estos dibujos y pinturas culminaron con Beata Beatrix, pintada en 1863, un año después de la muerte de Elizabeth. Ella muerta tal como la encontró fue la modelo para dicho cuadro, que muestra a la Beatriz de Dante Alighieri orando en éxtasis.

## Obra
Después de comprometerse con Rossetti, empezó a estudiar con él. También pintó un autorretrato, que difiere de la belleza idealizada por los prerrafaelitas. Es significativo porque muestra cómo se veía a través de sus propios ojos, no idealizada como en otros retratos. En 1855, el crítico de arte John Ruskin comenzó a patrocinar su carrera y le pagaba 150 libras al año por todos los dibujos y pinturas que realizara. Ella produjo numerosos bocetos y acuarelas, así como algunos óleos, que presentan los temas propios del prerrafaelismo con ilustraciones de las leyendas artúricas y otros temas medievales idealizados. También comenzó a escribir poesía, que fue bien recibida por la crítica. Tanto Rosseti como Ford Madox Brown la apoyaban y admiraban.

## Galería

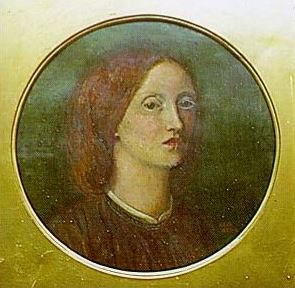
Autorretrato, 1853-1854.
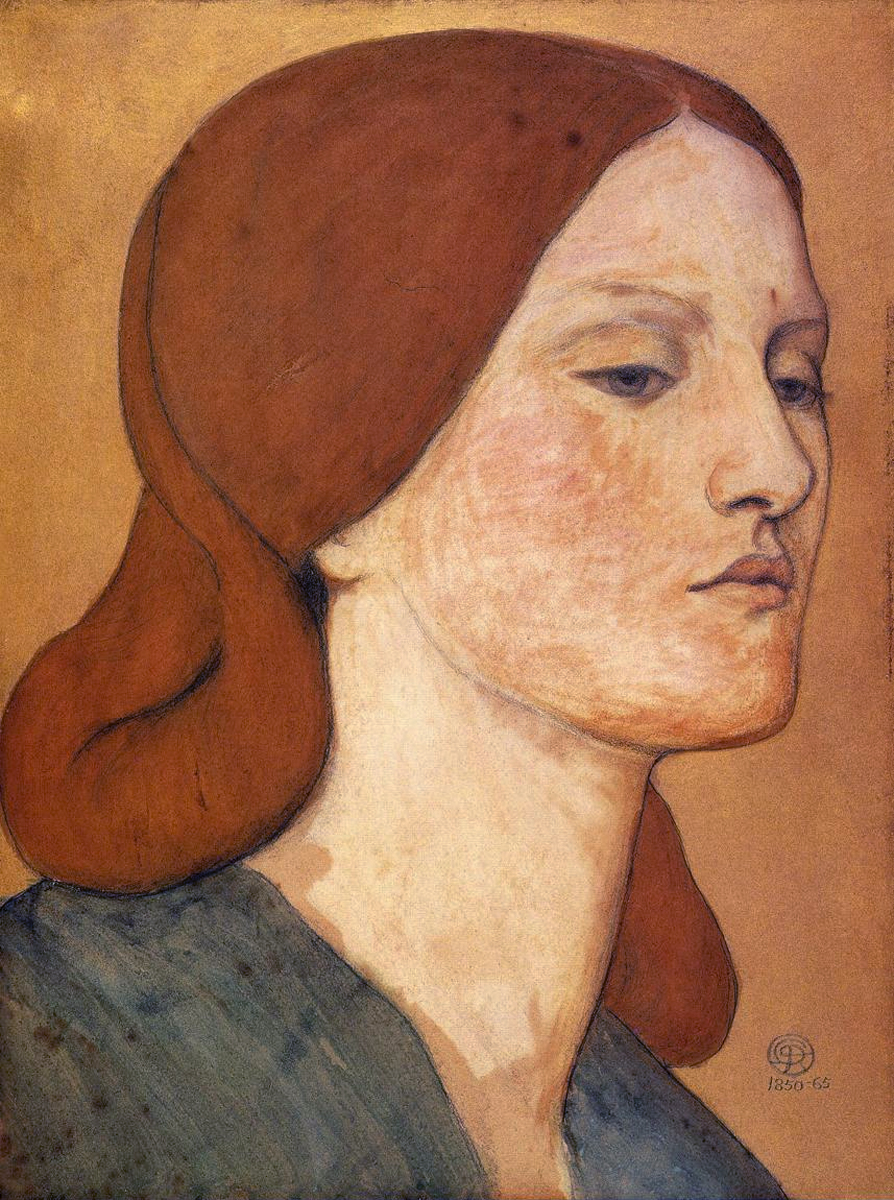
Elizabeth Siddal, por Dante Gabriel Rossetti, 1850.
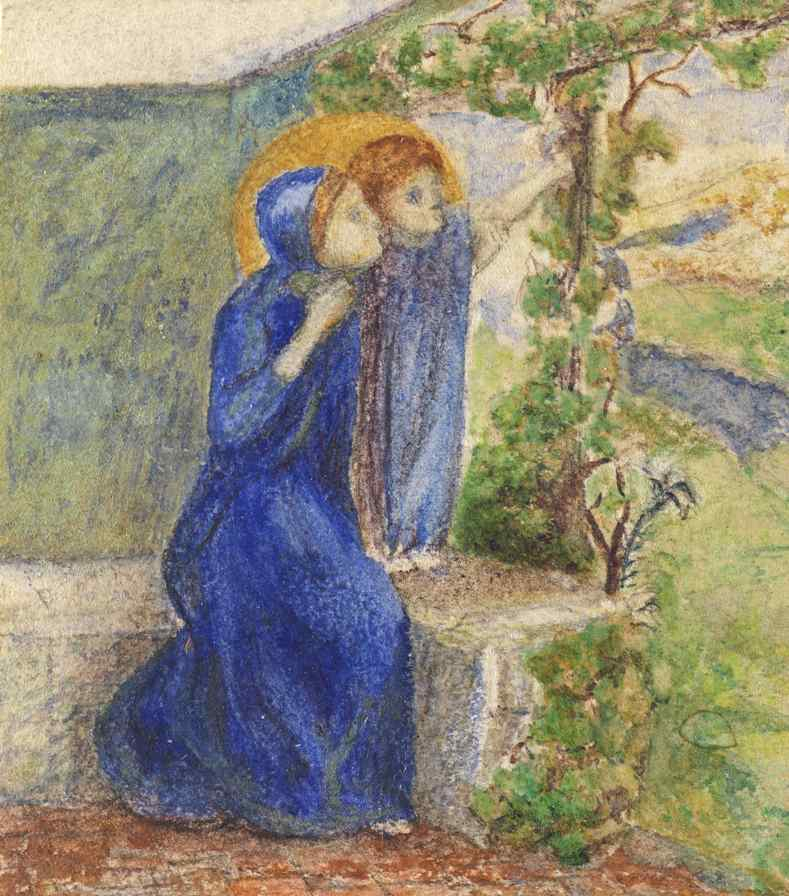
Virgen con el Niño.
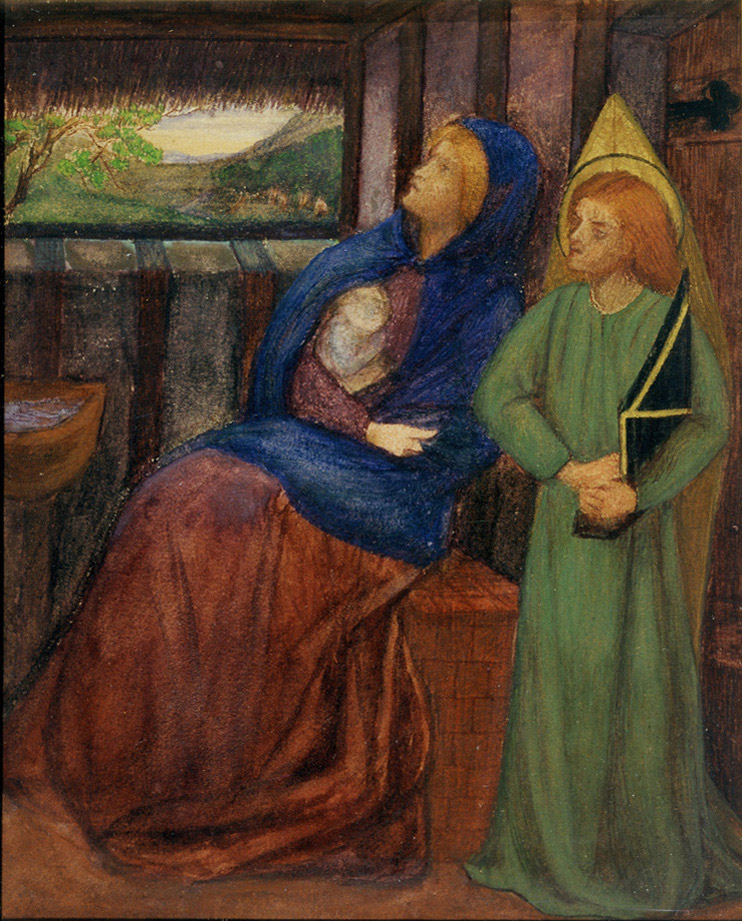
La Sagrada Familia, 1856.
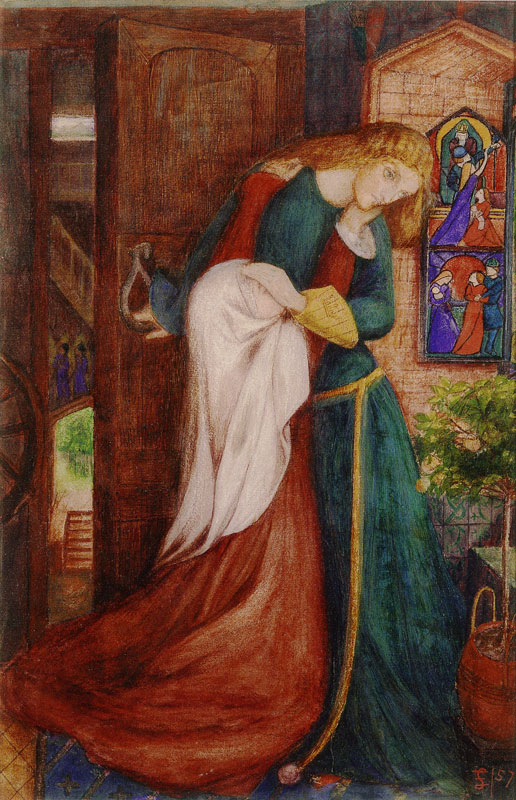
Lady Clare, 1854-57.
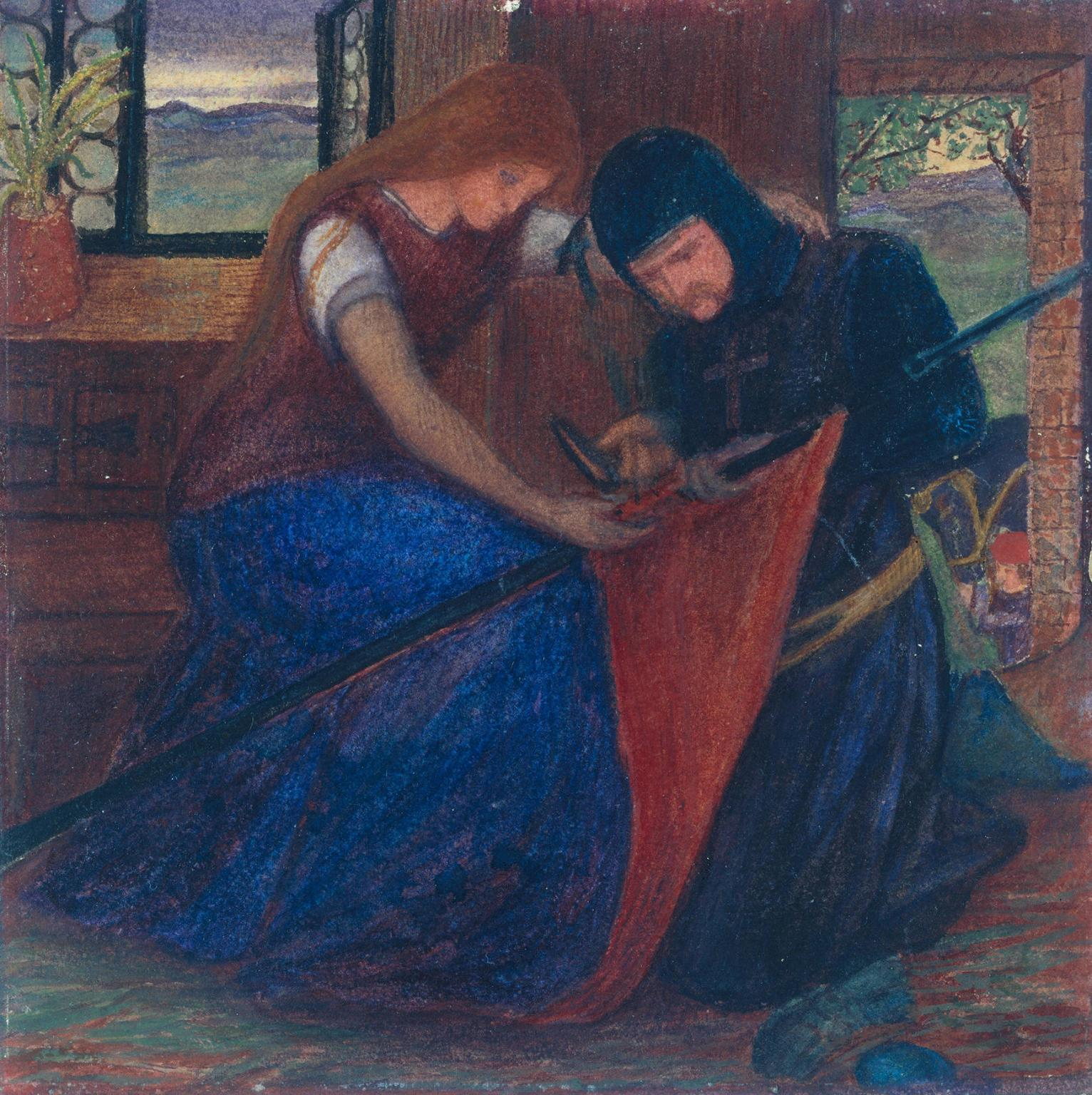
Dama colocando un banderín en la lanza de un caballero, 1856.
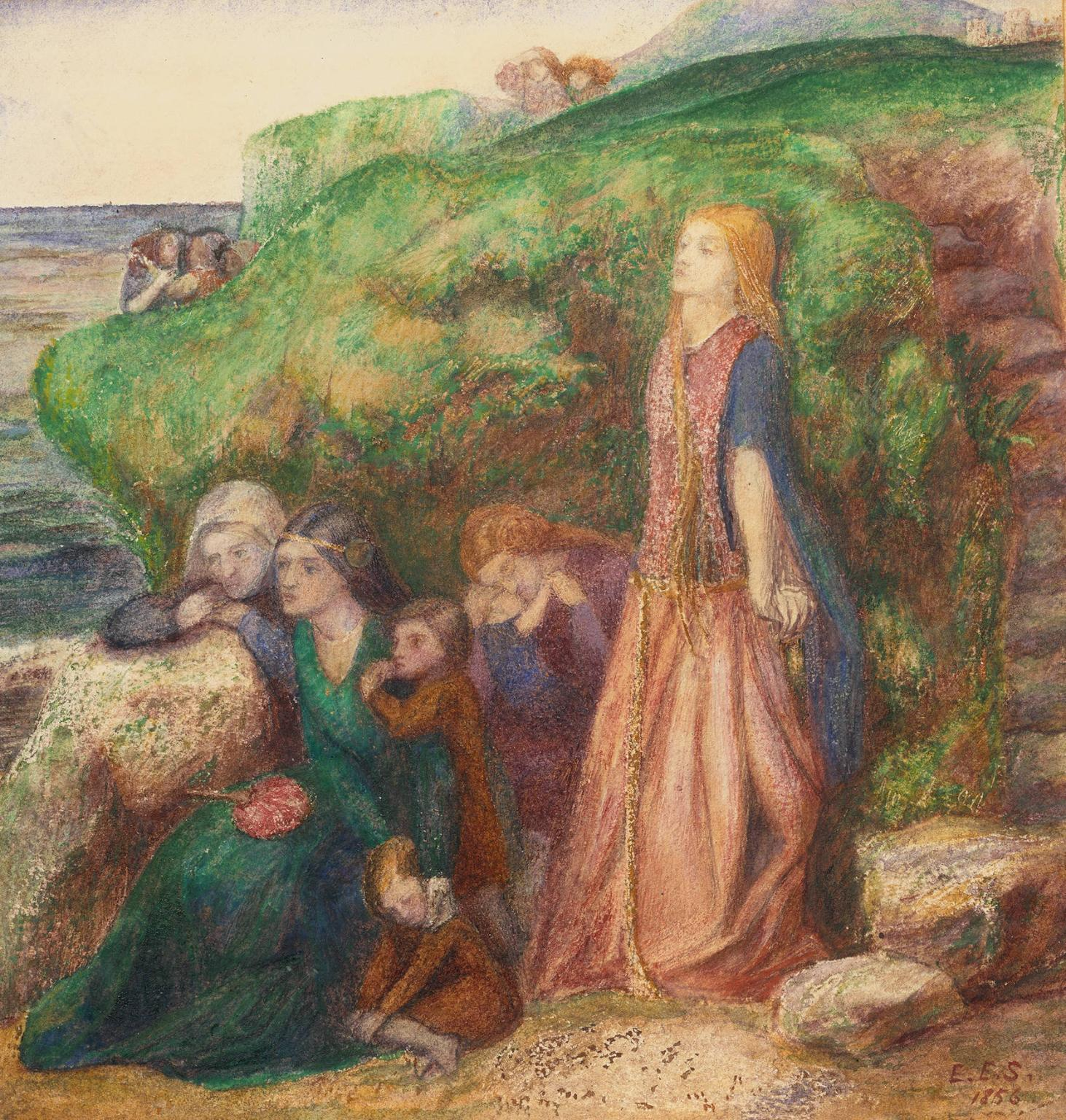
Sir Patrick Spens, 1856.
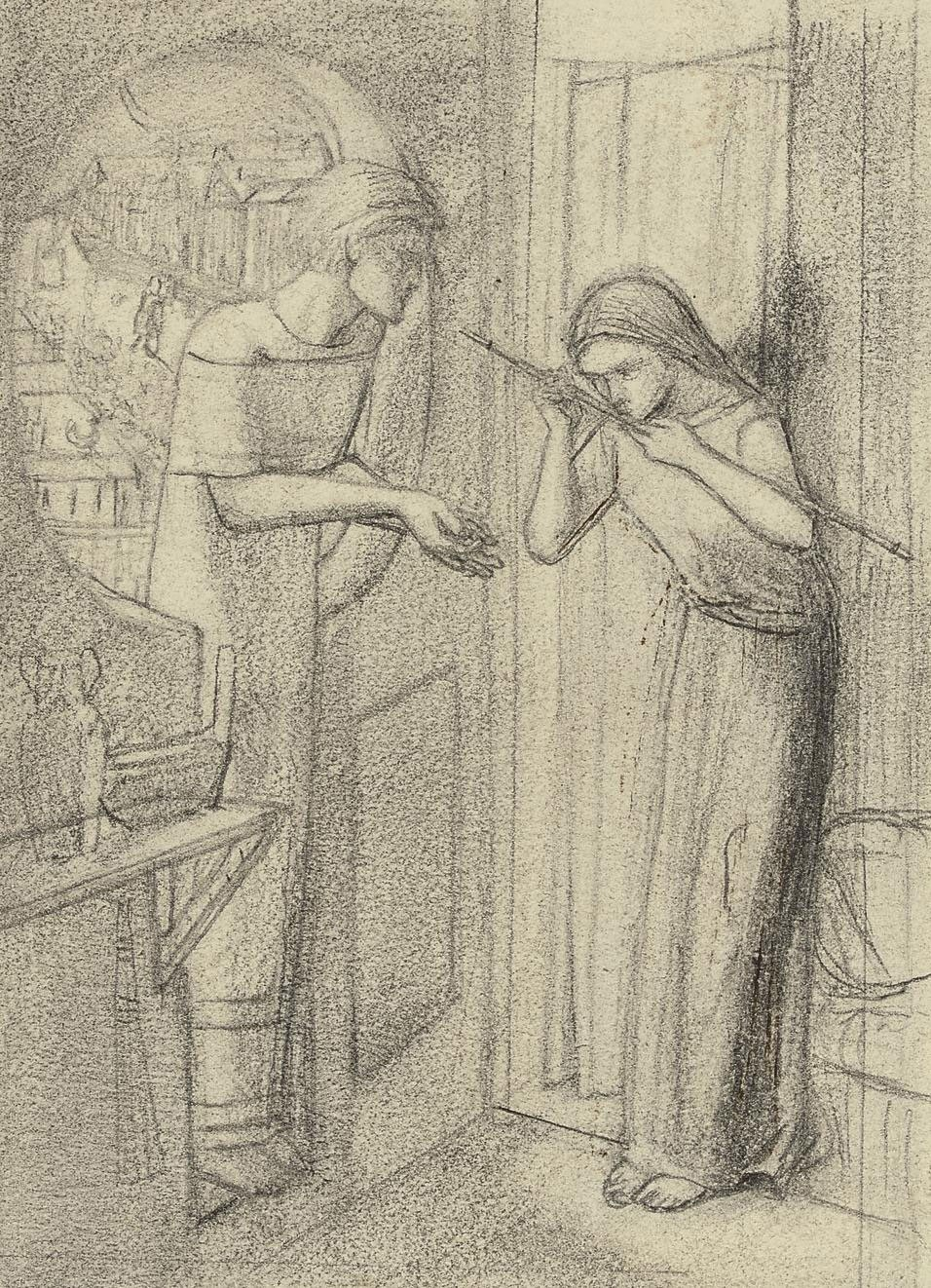
Clerk Saunders, 1854-1857.
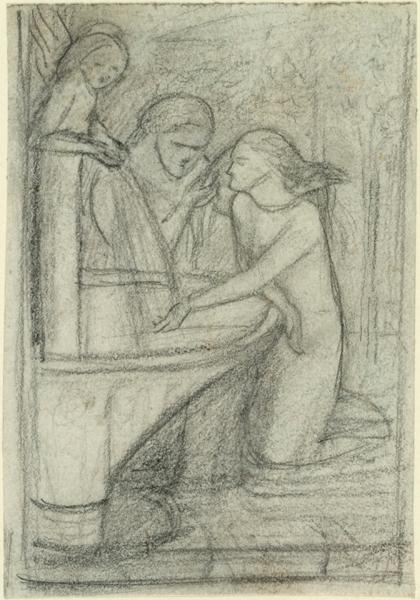
Boceto La Belle Dame sans merci, hacia 1855.

## Últimos años y muerte
Rossetti la empleó como modelo desde 1853 sobre todo para sus cuadros de Dante y Beatriz, pero lo más numeroso y personal fueron bocetos a lápiz de ella en casa, comenzados en 1852 cuando se mudó con él a Chatham Place. Desde ese momento se volvieron más antisociales, pasando el tiempo juntos encerrados embebidos en su amor y su arte. Como ella procedía de la clase trabajadora, Rossetti temía presentarla a su familia. Sus hermanas la criticaban duramente y este conocimiento de que no sería aprobado por su familia le hizo ir posponiendo el matrimonio. Además, Siddal empezó a sospechar que él quería reemplazarla por una musa más joven, lo que era en parte verdad, lo que contribuyó a empeorar su enfermedad y sucederse los momentos depresivos.
Finalmente Siddal y Rossetti se casaron el miércoles 23 de mayo de 1860 en la iglesia de Saint Clement en la ciudad costera de Hastings. No hubo familiares ni amigos presentes, y actuaron como testigos solo un par de personas encontradas en la ciudad. Durante los años anteriores ella había viajado a París y Niza por su salud, y al momento de la ceremonia estaba tan frágil que tuvo que ser llevada a la iglesia, a pesar de encontrarse a solo cinco minutos de donde se hospedaban. El estrés por las infidelidades de Rossetti había agravado su estado, pero ella también usaba su enfermedad y depresión para chantajearlo y mantenerlo a su lado, y su exceso la había vuelto adicta al láudano. En 1861 quedó embarazada, pero dio a luz una niña prematura muerta, lo que le provocó una depresión posparto.
A finales de año había vuelto a quedarse embarazada, pero a los tres meses, en febrero de 1863, terminó suicidándose con una sobredosis de láudano. Después de cenar con Algernon Charles Swinburne, ella quiso descansar. Rossetti la llevó a casa y fue a por su médico de confianza. Cuando llegaron, estaba inconsciente sobre la cama. El doctor dijo no poder hacer nada, pero Rossetti llamó a otros tres médicos, que incluso usaron una bomba estomacal, pero en vano. Murió a las 7:20 de la mañana del 11 de febrero de 1863 en su casa de Chatham Place, hoy demolida y cubierta por la estación Blackfriars. Aunque la muerte fue declarada accidental, casi seguro fue un suicidio. Hay sugerencias de que Rossetti encontró una nota suicida y, consumido por la pena y el remordimiento, fue a ver a Ford Madox Brown, que le ordenó quemarla, ya que el suicidio entonces era inmoral, ilegal, habría traído el escándalo a su familia e impedido su entierro en un cementerio.
Antes de ser enterrada en el cementerio de Highgate, Rosetti escondió junto a su esposa en el ataúd un cuaderno con la única copia de sus poemas inéditos. En los años siguientes, Rosetti empezó a tener problemas en la vista y temía quedarse ciego. Empezó a obsesionarse con desenterrar su poesía y publicarla. Finalmente, él y su agente literario Charles Augustus Howell consiguieron un permiso de exhumación en 1869 para poder recuperar el cuaderno. Rosetti no se atrevió a estar presente y Howell le mintió asegurándole que el cuerpo de Elizabeth estaba intacto e incluso su cabello rojo había crecido y llenado el ataúd. Varios poemas estaban casi ilegibles, con las hojas roídas por los gusanos. A pesar de ello, los publicó junto con algunos nuevos en 1870.

## En drama y ficción
La novela de misterio de Fiona Mountain del año 2002, Pálida como la muerte, centra un misterio genealógico alrededor de los descendientes de Elizabeth Siddal y Dante Gabriel Rossetti. En la novela, la hija recién nacida de la pareja no estaba muerta, sino que fue robada por la familia del doctor, que estaba enamorado de Elizabeth. Las enfermedades misteriosas de Elizabeth son explicadas como un defecto genético del corazón, que son heredados por su tataratatara nieta Bethany, una joven mujer que modela para fotógrafos que se inspiran en las pinturas prerrafaelistas.
Mollie Hardwick (la autora de Arriba y abajo) escribió una novela de misterio titulada La Doncella Soñadora en 1990. El argumento se centra en Doran Fairweather, una anticuaria que está encantada por haber encontrado un pequeño óleo que cree que fue pintado por Elizabeth Siddal. Pero luego se sorprende cuando encuentra el cuerpo de una joven, flotando muerta en un estanque. La escena de muerte imita la pintura Ophelia de Millais, para la que Elizabeth posó. Doran se entusiasma tanto por la coincidencia y el misterio que ignora el consejo de su marido, Rodney, quien le advierte que la historia de Rossetti y Siddal estaba plagada de infelicidad. Él siente que el involucrarse en este misterio les traerá problemas y peligros. Pero Doran rápidamente se obsesiona con la saga Rossetti/Siddal y comienza a hacer nuevos e interesantes amigos. No puede ver la trampa que está lista para atraparla. 
La relación de Rossetti con Siddal fue objeto de numerosos dramas de televisión, en particular El Infierno de Dante (1967), de Ken Russell, en donde ella fue interpretada por Judith Paris;  La escuela de amor (1975), en donde ella fue caracterizada por Patricia Quinn; y Románticos desesperados (2009), en donde fue interpretada por Amy Manson.
En la película de 1991 Elegir un amor, una parte del argumento se basa en los prerrafaelitas y en la apasionada relación que Dante Gabriel Rosetti mantuvo con su mujer Elizabeth Siddal.[cita requerida]